# Hypercompe oculatissima
Hypercompe oculatissima är en fjärilsart som beskrevs av Smith 1797. Hypercompe oculatissima ingår i släktet Hypercompe och familjen björnspinnare. Inga underarter finns listade i Catalogue of Life.